# Twin Tip Race
Le Twin Tip Race (ou TT:R) est un format de compétition international de course de kitesurf créé par l'International Kiteboarding Association (en) (IKA) adopté en 2013 par la Fédération internationale de voile. 
Il est parfois aussi appelé Twin Tip Racing Slalom / Boardercross.

## Description

Exemple de parcours de TT:R d'après les règles IKA / jeux olympiques de la jeunesse

Le support, la planche, est un Twin-tip : une planche symétrique bidirectionnelle. Le pratiquant n'a pas besoin de déplacer ses pieds sur la planche lors d'un virement de bord. Elle est normalement utilisée avec des foot straps même si les règles IKA n'en imposent pas l’usage alors qu'elles précisent que le bord d'attaque du cerf-volant (kite) doit être gonflable.
Le TT:R n'est pas monotype, mais le matériel utilisable en compétition est enregistré. Il s'agit de matériel de série dont la liste autorisée est publiée par l'IKA TwinTip:Racing.

## Compétitions
Les compétitions sont organisées en manches avec des départs de 4 à 12 coureurs. Chaque manche est un parcours de bouées à virer et d'obstacles de 0,5 à 1 m de hauteur à sauter. Les obstacles sont des bouées cylindriques de 10 à 20 m de long placées en travers du parcours. Les conditions de vents minimales sont de 8 à 10 nœuds pour un parcours de bouées et 12 nœuds si le parcours contient des obstacles. La longueur des manches est de 1 800 à 2 000 mètres. Le parcours est installé à 105 degrés du vent (plus ou moins 5 degrés), soit une allure de travers ou largue.
Les premiers championnats du monde de TT:R se sont tenus à Pingtan, Chine, en septembre 2017, ils ont couronné Florian Gruber (de) chez les hommes et Jingle Chen chez les femmes.
La discipline est intégrée aux Jeux olympiques de la jeunesse d'été de 2018 à Buenos Aires, la France y était représentée par Poema Newland, médaille d'argent et Benoît Gomez. Voir les résultats de voile aux Jeux olympiques de la jeunesse de 2018.

Finale de la coupe de France 2018 - Hyères